# Kampiopsis
Kampiopsis es un género de foraminífero bentónico considerado como nomen nudum e invalidado, y, aunque de estatus incierto, podría ser perteneciente al duborden Allogromiina del orden Allogromiida. No fue asignada su especie tipo, aunque Kampiopsis myriapodes podría ser considerada como tal. Su rango cronoestratigráfico abarcaba el Holoceno.

## Discusión
Kampiopsis fue originalmente incluido en el grupo llamado Nus, junto con otros géneros de pared orgánica.

## Clasificación
Kampiopsis incluía a la siguiente especie:
- Kampiopsis myriapodes